# Друга влада Милорада Додика
Влада Милорада Додика изабрана 28. фебруара 2006. године. Била је то једанаеста Влада Републике Српске.
Владу је изабрао шести сазив Народне скупштине Републике Српске.

## Састав Владе
| Ресор                                                     | Портрет             | Име и презиме       | Странка |
| --------------------------------------------------------- | ------------------- | ------------------- | ------- |
| Предсједник Владе Републике Српске                        | Милорад Додик       | Милорад Додик       | СНСД    |
| Министри                                                  |                     |                     |         |
| министар привреде, енергетике и развоја                   | Милан Јелић         | Милан Јелић         | СНСД    |
| министар финансија                                        | Александар Џомбић   | Александар Џомбић   | СНСД    |
| министар просвјете и културе                              | Антон Касиповић     | Антон Касиповић     |         |
| министар правде                                           |                     | Омер Вишић          |         |
| министар за породицу, омладину и спорт                    | Бранислав Бореновић | Бранислав Бореновић | ПДП     |
| министар унутрашњих послова                               |                     | Станислав Чађо      | СНСД    |
| министар управе и локалне самоуправе                      | Небојша Радмановић  | Небојша Радмановић  | СНСД    |
| министар здравља и социјалне заштите                      |                     | Ранко Шкрбић        | СНСД    |
| министар пољопривреде, шумарства и водопривреде           |                     | Славен Пекић        |         |
| министар саобраћаја и веза                                | Недељко Чубриловић  | Недељко Чубриловић  | ДНС     |
| министар трговине и туризма                               |                     | Предраг Глухаковић  |         |
| министар за просторно уређење, грађевинарство и екологију |                     | Фатима Фетибеговић  |         |
| министар рада и борачко-инвалидске заштите                |                     | Бошко Томић         |         |
| министар за економске односе и координацију               |                     | Јасна Бркић         |         |
| министар за избјеглице и расељена лица                    |                     | Омер Бранковић      | СДА     |
| министар науке и технологије                              |                     | Бакир Ајановић      |         |

Функцију министра без портфеља, до успостављања Министарства за породицу, омладину и спорт, обављао је Бранислав Бореновић.